# Peter Warr
Peter Eric Warr, född 18 juni 1938 i Kermanshah i Iran, död 4 oktober 2010 i Saint-André-et-Appelles i Frankrike är en brittisk racerförare och F1-stallchef. Warr verkade som stallchef i bland andra Team Lotus, Walter Wolf Racing och Fittipaldi.